# 轟夕起子
轟 夕起子（とどろき ゆきこ、大正6年（1917年）9月11日 - 昭和42年（1967年）5月11日）は、日本の女優。本名：西山 都留子（にしやま つるこ）。芸名は「轟夕紀子」とも。宝塚少女歌劇団の娘役としても活躍。宝塚歌劇団時代の愛称は本名の都留子より、トルコ。

## 来歴
東京府東京市麻布区新堀町に生まれる。
昭和6年（1931年）に京都府立第二高等女学校を中退後に宝塚音楽歌劇学校に入学して、宝塚少女歌劇団に入団。宝塚歌劇団21期生。作曲家の山田耕筰が名付け親となって、娘役として活躍する。同期生に初代・糸井しだれ、水間扶美子（退団後は服部富子）、打吹美砂（入団時は打吹たもと）らがいる。日本的な美しさが人気を集めて、主演娘役となる。
昭和12年（1937年）、日活が映画『宮本武蔵　地の巻』（尾崎純監督）の主演女優選びに難航。プロデューサーを務めた稲垣浩はタカラジェンヌから選ぶこととして、轟に着目した。宝塚少女歌劇団を退団させて、お通役で映画デビューさせた。この電撃的な引き抜きは世間を驚かせ、大事件となった。
同年10月、日活映画『江戸の荒鷲』の撮影中に失明騒ぎを起こしたことがきっかけで、監督のマキノ正博と懇意となる。
昭和15年（1940年）、マキノ監督と結婚、長男正幸誕生。
昭和17年（1942年）、映画統制により、日活の製作部門は大映に統合されるが、轟は大映には加わらず、夫・マキノ正博の所属する東宝へ移籍する。
昭和18年（1943年）、黒澤明の監督デビュー作『姿三四郎』のヒロイン小夜役で人気を集める。同年、映画『ハナ子さん』主題歌、「お使ひは自轉車に乗つて」がヒット。
戦後フリーとなるが、加齢によって肥満するなど容姿に変化が出てきたことや、時代の流れで新しいスターが次々に出て来たこともあり、脇役に転身。昭和30年以降は映画製作を再開していた古巣・日活と専属契約を結び、40本を超える映画へ出演。シリアスからコメディまでこなせる性格俳優として活躍し、晩年は男の紋章シリーズ（昭和38年-41年）で高橋英樹の母親役を演じた。
昭和42年（1967年）5月11日午後5時15分、閉塞性黄疸のため、東京都北多摩郡狛江町（現・東京都狛江市）の東京慈恵会医科大学附属第三病院で死去。49歳没。
没後、平成26年（2014年）、宝塚歌劇団創立100周年記念で創立された宝塚歌劇の殿堂に、最初の100人のひとりとして殿堂入りを果たした。殿堂入りしたタカラジェンヌで、轟は3番目の若さで没した人物であった。

## 人物
東京市麻布区新堀町出身。映画監督のマキノ雅弘、島耕二は元夫。沖縄アクターズスクール校長 マキノ正幸は息子。牧野アンナ（元SUPER MONKEY'S）は孫。 身長160cm。現代的な風貌で、時代劇・現代劇両方で絶賛される輝きを放つ。
マキノとの離婚（昭和25年）、島耕二との再婚（昭和28年）、離婚（昭和40年）を繰り返すなど私生活は波乱万丈だった。
昭和12年の日活による轟の引き抜きには、同年P.C.L（配給東宝）、新興キネマ、日活三社で競作となった『美しき鷹』で、東宝が金の力で原節子を引き抜いたことに対するしっぺ返しの意味合いがあった。これには当時、世間が拍手喝采した。
昭和12年の『江戸の荒鷲』で、主人公の轟が雨の中に立って捕らわれて行く父親を見送る最後の場面があったが、宝塚出である轟に本物の涙を要求することは無理、ということで、目薬となったが、この場面は川の水をホースで上げて雨を降らせており、水と眼薬では雨か涙か見分けがつかない。そこで「油、油、油を持って来い!」と例によってせっかちなマキノ監督が怒鳴った。すると気の利いたのが結髪部から油を持ってきて、「ヘイ、油」と差し出したのを小指につけて轟の顔一面に塗り、この場面の撮影は成功をおさめた。
稲垣浩監督はよく涙の代わりに椿油を使っていて、マキノ監督もこれに倣ったのだが、ところがこの油は移動撮影用のトロッコの車輪に塗る機械油だった。その油が水に打たれて眼に入ったために、轟はあわや失明という大事件となってしまった。このとき看病につとめたのがマキノ監督で、これが縁で両人は結婚することとなった。
演技力は高く評価されており、戦後は新劇の舞台にも度々客演した。その実力は、劇作家で辛口の批評で知られる岸田國士をして「映画女優でも演技ができる人がいるんだね」と言わしめるほどのものであった。

## エピソード
- 轟が在籍した1930年代前半の宝塚少女歌劇団は女性の軍隊みたいな所であり、下級生は必ず上級生からいじめられるというのが、この社会の掟の様であった[9]。轟も下級生の月丘夢路と同様に他のタカラジェンヌ達から深刻ないじめに何度もあった[10]。轟が声楽専科に属していた時も、少女歌劇団からある舞台において、上級生の代役を命ぜられて舞台の真ん中で凄い衣装を着て唄う役を演じることになったが、怖い上級生の役を代わるなど恐れ多いために、平身低頭断ったが、少女歌劇団側は聞き入れてくれなかったという[9]。そして、当時の少女歌劇団は役の交代を轟に命令するだけで、轟に代役用の楽譜を用意しなかった[9]。そのため、ソロで唄う楽譜は上級生の本人しか持っていないために、代役を引き受けるとなれば、直接上級生に借りに行く必要があった。轟は意を決して、別室の上級生の所へ恐る恐る楽譜を借りに行ったが、上級生は轟の前でただ1冊の楽譜を突然引き裂いて、「いくら先生の命令だからといって、そんなことを引き受ける人がありますか!」と言い放ったという[9]。その後、その舞台が開幕されたが、楽譜を入手出来なかった轟は衣裳を着用して公演に出演したものの、歌を唄うことが出来ずに舞台の上から観客に対してただ黙ってお辞儀をするしかなかった。女性だけの世界が如何に住みにくいかが、身に沁みて分かったと語っている[10]。

## 出演歴

### 宝塚少女歌劇団時代の主な舞台出演

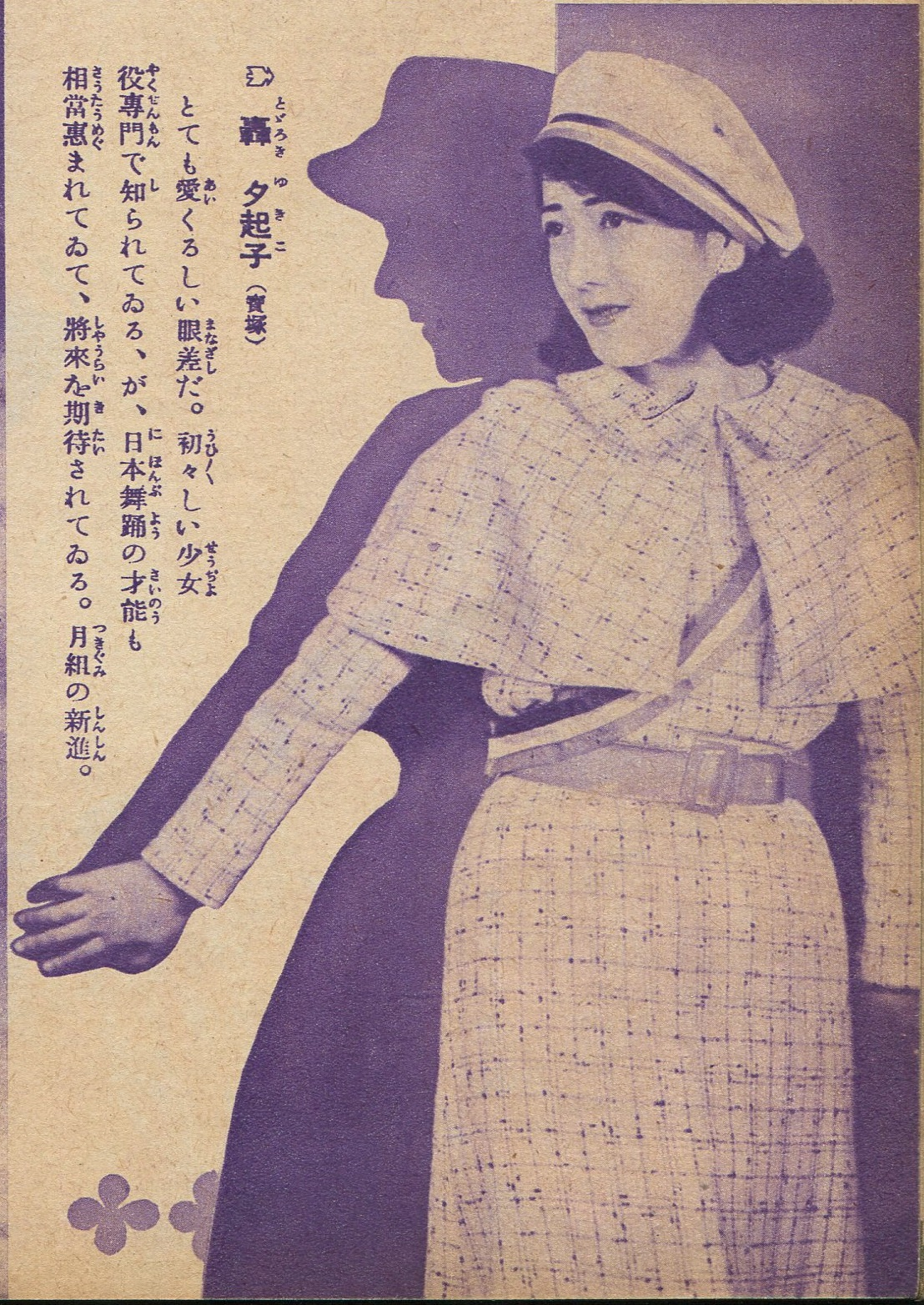
宝塚時代の雑誌記事より（1935年）

- 『巴里ニューヨーク』（月組）（1933年2月1日 - 2月28日、宝塚大劇場、白井鐵造・作）
- 『ロマンス・オリエンタル』（雪組）（1933年8月1日 - 8月20日、中劇場、小西昌三・作）
- 『古城の鐘』（月組）（1934年9月1日 - 9月30日、宝塚大劇場、宇津秀男・作）
- 『青春』（月組）（1934年11月1日 - 11月30日、宝塚大劇場、堀正旗、吉富一朗・作）
- 『モオンブルウメン』（月組）（1935年6月1日 - 6月30日、宝塚大劇場、堀正旗・吉富一朗・作）
- 『七日公爵／宝塚むすめ祭』（月組）（1935年9月25日 - 10月31日、宝塚大劇場）
  - 『七日公爵』（小林恒夫・作。内村縁哉・吉富一朗・演出）
  - 『宝塚むすめ祭』（水田茂、吉富一朗・作）
- 『ミュージック・アルバム』（1936年、宝塚大劇場、白井鐵造・作）
- 『気まぐれジュリア』（月組）（1936年3月10日 - 3月25日、中劇場、東郷静男・作）
- 『になひ文』（月組）（1936年、水田茂・作）
- 『モンテクリスト伯爵』（月組）（1936年6月1日 - 6月30日、宝塚大劇場、中西武夫・作）
- 『牡丹書譜／若き日のハイネ』（月組）（1936年7月10日 - 7月26日、中劇場）
  - 『牡丹書譜』（小野晴通・作）
  - 『若き日のハイネ』（加藤忠松・作）
- 『プリマ・ドンナ』（花組）（1937年2月1日 - 2月28日、宝塚大劇場、堀正旗・作）
- 『シャンソン・ド・パリ／チョコレート中尉』（花組）（1937年3月7日 - 3月21日、中劇場）
  - 『シャンソン・ド・パリ』（東郷晴男・作）
  - 『チョコレート中尉』（岡田恵吉・作）

### 映画

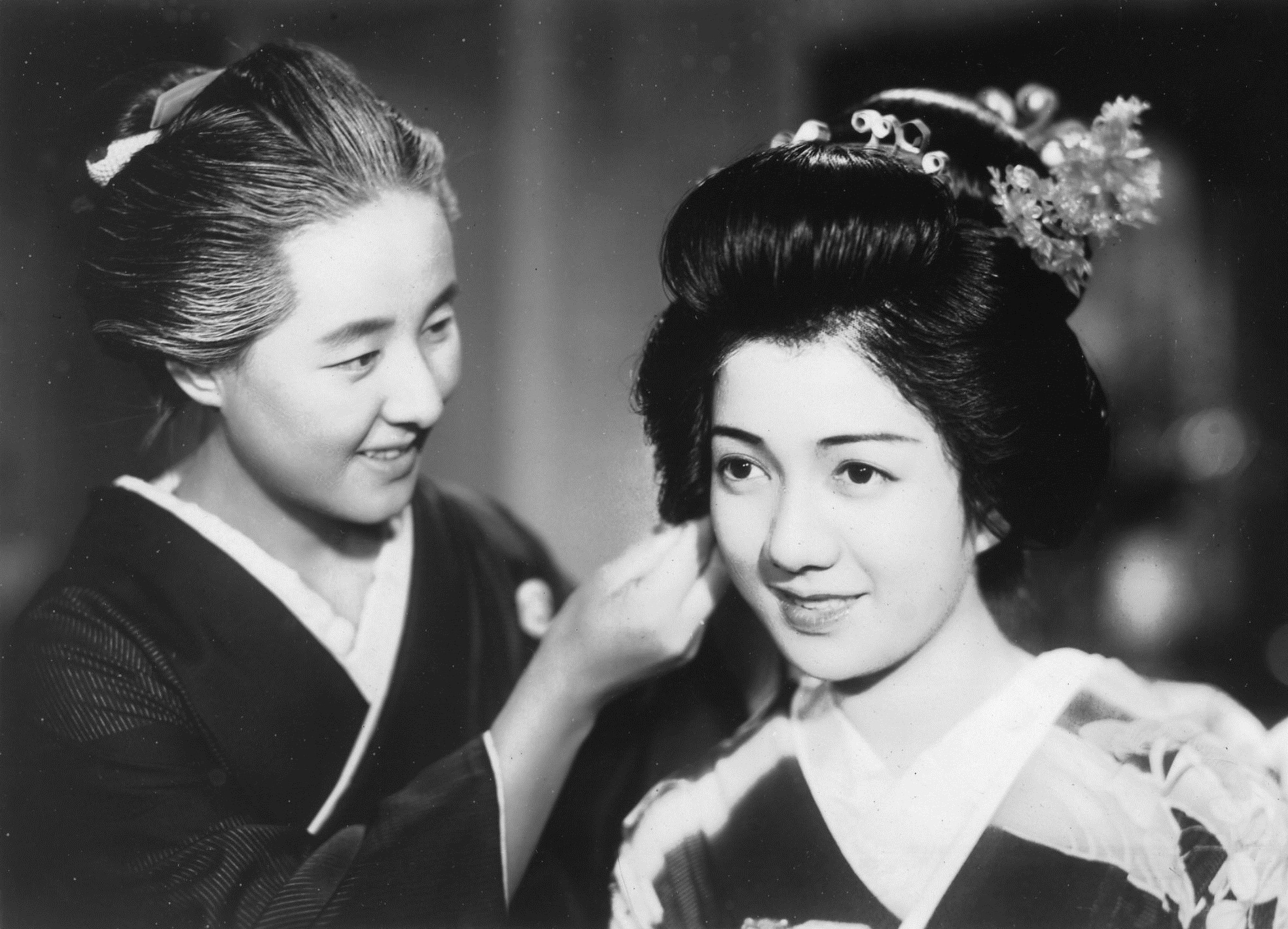
『限りなき前進』（1937年）

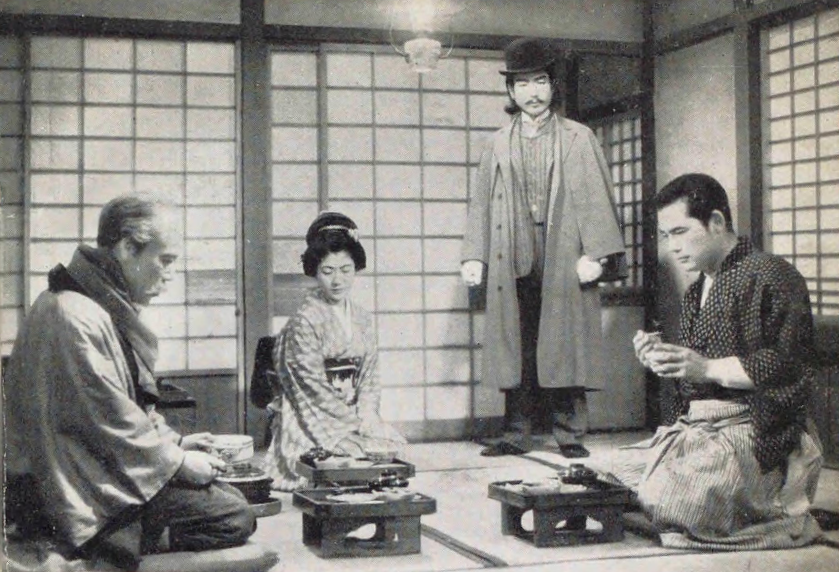
『姿三四郎』（1943年）

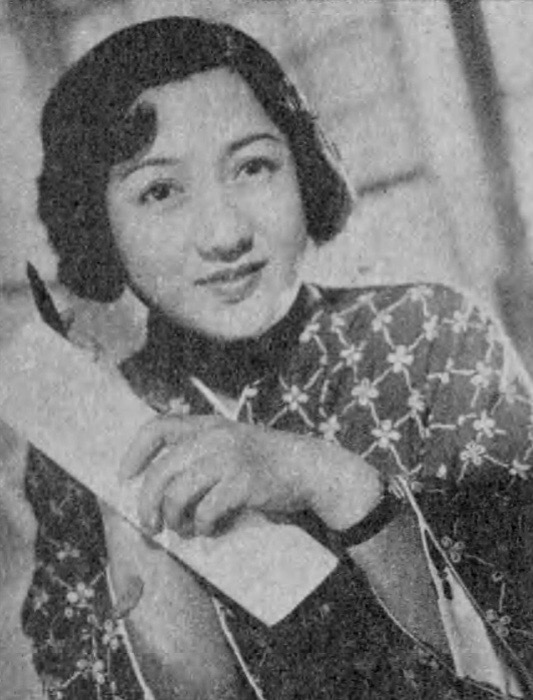
『人生劇場 第二部 残侠風雲篇』（1953年）

※太字の題名はキネマ旬報ベストテンにランクインした作品
- 「宮本武蔵　地の巻」（1937年、尾崎純監督）
- 「限りなき前進」（1937年、日活多摩川、内田吐夢監督）
- 「美しき鷹」（1937年、日活多摩川、千葉泰樹監督
- 「爆音」（1939年、田坂具隆監督）
- 「江戸の悪太郎」（1939年、マキノ正博監督）
- 「歴史」（1940年、内田吐夢監督）
- 「続清水港」（1940年、マキノ正博監督）
- 「次郎物語」（1941年、日活多摩川、島耕二監督）
- 「世紀は笑ふ」（1941年、マキノ正博監督）
- 「ハナ子さん」（1943年、東宝映画、マキノ正博監督）
- 「姿三四郎」（1943年、東宝映画、黒澤明監督）
- 「必勝歌」（1945年、松竹、溝口健二・田坂具隆・清水宏・マキノ正博・大曽根辰夫・高木孝一・市川哲夫共同監督）
- 「撃滅の歌」（1945年、松竹、佐々木康監督）
- 「續姿三四郎」（1945年、東宝、黒澤明監督）
- 「歌へ!太陽」（1945年、東宝、阿部豊監督）
- 「七つの顔」（1946年、大映京都、松田定次監督）：多羅尾伴内シリーズ
- 「金色夜叉　前編・後編」（1948年、マキノ正博監督）
- 「肉体の門」（1948年、マキノ正博監督）
- 「森の石松」（1949年、監督、吉村公三郎監督）
- 「窓から飛び出せ」（1950年、島耕二監督）
- 「東京のヒロイン」（1950年、島耕二監督）
- 「細雪」（1950年、監督、阿部豊監督）
- 「處女峰」（1950年、監督、木村恵吾監督）
- 「武蔵野夫人」（1951年、溝口健二監督）
- 「箱根風雲録」新星映画＝前進座 1952.03.14
- 「チャタレイ夫人は日本にもいた」（1953年、大映、島耕二監督）
- 「人生劇場 第二部 残侠風雲篇」（1953年、東映、佐分利信監督）
- 「曲馬団の魔王」（1954年、東映東京、佐々木康監督）：多羅尾伴内シリーズ
- 「青春怪談」（1955年、日活、市川崑監督）
- 「女中ッ子」（1955年、田坂具隆監督）
- 「愛のお荷物」（1955年、川島雄三監督）
- 「生きとし生けるもの」（1955年、西河克己監督）
- 「洲崎パラダイス赤信号」（1956年、日活、川島雄三監督）
- 「飢える魂」「続・飢える魂」（1956年、川島雄三監督）
- 「陽のあたる坂道」（1956年、日活、田坂具隆監督）
- 「お転婆三人姉妹 踊る太陽」 (1957年、日活)
- 「赤い波止場」（1958年、舛田利雄監督）
- 「細雪｣（1959年、島耕二監督）
- 「花の大障碍｣（1959年、島耕二監督）
- 「グラマ島の誘惑」（1959年、川島雄三監督）
- 「ガラスの中の少女」（1960年、若杉光夫監督）
- 「あいつと私｣（1961年、中平康監督）
- 「当りや大将」（1962年、中平康監督）
- 「雨の中に消えて」（1963年、西河克己監督）
- 「男の紋章シリーズ｣（1963-65年、第9作まで）

### 舞台（宝塚退団後）
- 『三笑』（1943年、文芸座公演、帝国劇場）
- 『ロミオとジュリエット』（1948年、大阪・朝日会館）
- 『山鳩の声』（1949年、実験劇場）
- 『自由学校』（1951年、地球座）
- 『毒薬と老嬢』（1951年、三越現代劇場）
- 『月碧くして』（1953年、新宿劇場）
- 『向日葵』（1953年、帝国劇場）
- 『人形の家』（1958年、劇団民芸公演） - ノラ
- 『人質』（1958年、劇団民芸公演） - メグ・ディロン

### バラエティー番組
- ジェスチャー（NHK）
- それは私です（NHK）
- おかあさんといっしょ（NHK）

## NHK紅白歌合戦出場歴
| 年度/放送回              | 曲目           | 対戦相手 |
| ------------------------ | -------------- | -------- |
| 1952年（昭和27年）/第2回 | 腰抜け二挺拳銃 | 津村謙   |